# Šila Ensandostová
Šila Ensandostová je afghánská učitelka a aktivistka za právo žen na vzdělání.

## Aktivismus
Je absolventkou religionistiky a učitelkou na několika školách. Účastnila se různých demonstrací a je členkou ženských spolků. V říjnu 2021 se spolu se svým manželem a dcerou na demonstraci simulující posmrtný rituál oblékla do bílého. Cílem demonstrace bylo prosadit spravedlnost a svobodu pro ženy.

## Uznání
- BBC 100 Women[1]